# Oceanien
Oceanien er den verdensdel som består af landene i Stillehavet (Polynesien, Melanesien og Mikronesien) samt Australien, New Zealand og Ny Guinea. I modsætning til andre verdensdele omfatter denne ikke et overvejende sammenhængende landområde. Tværtimod består området af et stort antal større og mindre øer, hvoraf Ny Guinea, Australien og Tasmanien kan anses at høre til samme kontinent, da vanddybden mellem dem ikke overstiger 200 m, hvorimod havdybden andetsteds i Stillehavet når over 4.000 m.
Befolkningsmæssigt er Australien og New Zealand kendetegnede ved en overvejende indvandret, fortrinsvis europid, befolkning, mens befolkningen på de mindre øer er overvejende polynesisk.
Området gennemskæres af datolinjen.

## Udforskningshistorie
De første europæiske opdagelser i Oceanien skete ved Magalhães på hans jordomsejling, idet han i januar og februar 1521 traf på to ubeboede atoller, rimeligvis hørende til Paumotu- eller Markesas-øerne. Mærkeligt nok så han ingen flere øer, inden han i marts nåede til Guam, en af Carolinerne. I de følgende år skete tilfældige nye opdagelser, idet skibene, der fra Mexico sejlede til Philippinerne, på tilbagevejen søgte at finde en vej, ad hvilken de kunne undgå passaten. På den måde opdagede Saavedra i 1528 de østlige Caroliner og i 1529 Marshall-øerne. På en rejse fra Mexico til Philippinerne opdagede ligeledes Ruy Lopez de Villalobos Palau-øerne i 1542; fra Callao derimod udgik Alvaro Mendana de Neyra, der i 1567 første gang så Ellice-øerne og de sydlige Salomons-øer, der der efter først igen besøgtes af europæere i 1768. For at genopdage Salomons-Øerne tiltrådte Mendana i 1595 en ekspedition, på hvilken han fandt Tokelau-øerne og Santa Cruz-øerne. Heller ikke lykkedes det Pedro Fernandez de Quiros at finde Salomons-øerne. På hans anden rejse gik han ledsaget af den kække sømand Luis Vaez de Torres 1605 fra Callao, besøgte Paumotu-øerne, opdagede Tahiti, Manihiki, Torres-øerne og Espiritu Santo, en af Ny Hebriderne. Herfra vendte Quiros, der ved en storm var bleven skilt fra Torres, tilbage til Amerika, men Torres fortsatte, opdagede Louisiade-øerne og nåede gennem Torres-strædet til Molukkerne og Manila. Efter denne rejse forsvandt spanierne fra opdagelseshistorien, og i deres sted trådte hollænderne.
I 1616 opdagede Schouten og Le Maire flere småøer nord for Tonga samt Ny-Mecklenburg. I de følgende år undersøgtes Australiens kyst, hvis sydspids i 1642 omsejledes af Abel Janszoon Tasman. Herfra sejlede han videre og opdagede New Zealand. Næste år opdagede han Tonga-øerne, Fiji-øerne og Ny-Pommern, som han dog anså for en del af Ny-Guinea.
Der indtrådte nu en mere end hundredårig stilstand, i hvilken kun to betydeligere opdagelsesrejser foretoges. I 1699 sejlede Dampier ud for at undersøge Australiens kyst. Han konstaterede Bismarcks-øernes insulære natur. Den anden rejse var Roggeveen’s jordomsejling 1721—1722, på hvilken Påskeøen og Samoa-øerne opdagedes.
I anden halvdel af det 18. århundrede begyndte englændernes og franskmændenes store rejser. 1764—1765 rejste John Byron ud for at finde Salomons-øerne, i stedet opdagede han Gilberts-øerne. Større resultater nåede den for sine længdebestemmelser bekendte Samuel Wallis, der på sin rejse i årene 1766—1768 genopdagede Tahiti og fandt nogle øer af Gilberts- og Marshall-øerne. Hans andet skib under Phillip Carteret, der var bleven adskilt fra ham ved Juan Fernandez, opdagede Pitcairn-øen, nåede Santa Cruz-øerne, de sydlige Salomons-øer, der dog ikke blev kendte som sådanne, og Bismarcks-øerne. Genopdagelsen af Salomons-øerne lykkedes dog omtrent samtidig Louis Antoine de Bougainville, der i 1768 besøgte Tahiti, Samoa, Ny Hebriderne og Louisiade-øerne og opdagede Choiseul og Bougainville af Salomons-øerne. Samme år besøgtes denne øgruppe også af et fransk handelsskib under Surville. Den, der har udrettet mest og omtrent fuldendt Oceaniens opdagelse, er dog James Cook, der på sine rejser 1767—1771, 1772—1775 og 1776—1778 gennemstrejfede oceanet og opdagede Tubuai-øerne, Hervey-øerne, Ny Kaledonien, Juleøen og Hawaii-øerne. På hans anden rejse opdagedes Fourneaux-øerne af hans ledsager Tobias Fourneaux.
I det 19. århundrede begyndte de videnskabelige undersøgelser af øerne. Blandt de mest fremragende kan nævnes Graeffe’s undersøgelser fra Samoa, Kleinschmidt’s fra Fiji, Kubary’s fra Carolinerne, Palau- og Marshall-øerne, Hochstetter’s og Haast’s fra New Zealand.

## Lande i Oceanien
Listet alfabetisk
- Australien
- Fiji
- Kiribati
- Marshalløerne
- Mikronesien
- Nauru
- New Zealand
- Nordmarianerne (i forbund med USA)
- Palau
- Papua Ny Guinea
- Salomonøerne
- Samoa
- Tonga
- Tuvalu
- Vanuatu

## Territorier i Oceanien tilhørende andre lande
Listet alfabetisk
- Amerikansk Samoa (USA)
- Cook-øerne (New Zealand)
- Fransk Polynesien (Frankrig)
  - Tahiti
- Guam (USA)
- Hawaii (USA)
- Midway (USA)
- Ny Kaledonien (Frankrig)
- Pitcairn (Storbritannien)
- Påskeøen (Chile)
- Wallis og Futuna (Frankrig)
- Niue (New Zealand)

## Etymologi
Den danske geograf Malthe Conrad Bruun samlede i 1800-tallet Stillehavets oceaniske øer i Oceanien. Senere blev Australien, New Zealand og Ny Guinea tilføjet.

## Geografi
Oceanien er den mindste af alle kontinenterne. den har et areal på 9,008,458 km². Oceanien er en betegnelse for Stillehavets øverden, spredt ud over et enormt havområde. Det er samtidig en verdensdel, som også omfatter Australien og New Zealand. Øerne er vulkanske eller dannet af koraller. Stillehavsøerne ligger spredt ud over et enormt havområde; 150 mio. km2, svarende til at der er 850 km2 hav for hver 1 km2 land.